# Lilly Wust
Charlotte Elisabeth (Lilly) Wust Berlijn, 1 november 1913 - aldaar, 31 maart 2006) was een Duitse huisvrouw. Zij geniet vooral bekendheid vanwege haar liefdesrelatie met de Joodse verzetsstrijder Felice Schragenheim. Daarnaast redde zij drie andere Joodse vrouwen het leven.

## Levensloop
Wust was op het moment dat de Tweede Wereldoorlog uitbrak een huismoeder met vier kinderen. Daarvoor ontving zij het Moederkruis. Haar man was in militaire dienst. Via haar dienstmeid leerde zij Felice Schragenheim kennen onder het alias Felice Schröder. Zij werd na verloop van tijd verliefd op Schragenheim en ontdekte dat zij een schuilplaats nodig had vanwege haar betrokkenheid bij het Duitse verzet en haar Joodse afkomst. Beide vrouwen schreven elkaar liefdesbrieven en sloten een onofficieel huwelijkscontract.
Het stel ging samenwonen nadat Wust in 1942 voor de wet scheidde van haar man. In juli 1944 volgde er een inval van de Gestapo die Schragenheim op het spoor was gekomen. Wust aan arrestatie ontkomen zijn omdat ze de moeder was van vier kinderen. Schragenheim werd eerst overgebracht naar de Schulstrasse in Berlijn en vanuit daar op 4 september 1944 naar het concentratiekamp Theresienstadt in Tsjecho-Slowakije. Wust probeerde haar daar nog te bezoeken, maar kreeg geen toegang van de kampcommandant. Schragenheim werd op 9 oktober 1944 op transport gezet naar Auschwitz, waar ze volgens het holocaustcentrum Yad Vashem vermoedelijk op oudejaarsavond overleed. Een andere mogelijkheid is dat zij tijdens een dodenmars richting Groß-Rosen of Bergen-Belsen is overleden.
Wust moest zich na de arrestatie van Schragenheim elke twee dagen melden bij de lokale politie. Zij ging zwaar gebukt onder het verlies en deed een mislukte zelfmoordpoging. Dat weerhield haar er niet van om vanaf december 1944 drie Joodse vrouwen onderdak te verlenen. Het trio overleefde de oorlog, hoewel een als gevolg van een oorlogstrauma later het leven verloor door zelfdoding. Na de oorlog trouwde zij nogmaals, maar het huwelijk strandde na een jaar. Haar zoon Eberhard bekeerde zich tot het Jodendom en emigreerde naar Israël.
Wust vertelde haar verhaal aan de Oostenrijkse journaliste Erica Fischer. In 1994 verscheen het in boekvorm onder de titel Aimée & Jaguar. Zo noemde Wust en Schragenheim elkaar. Het boek werd vertaald naar 20 talen. In 1999 verscheen de gelijknamige film. Wust ontving in 1995 van Yad Vashem de eretitel Rechtvaardige onder de Volkeren. Eerder had zij van de Duitse regering al de Orde van Verdienste van de Bondsrepubliek Duitsland ontvangen. Al haar documenten, waaronder de liefdesbrieven die zij met Schragenheim uitwisselde, gingen na haar dood naar het Jüdisches Museum Berlin.